# Ordrupia dasyleuca
Ordrupia dasyleuca är en fjärilsart som beskrevs av Edward Meyrick 1926. Ordrupia dasyleuca ingår i släktet Ordrupia och familjen Copromorphidae. Inga underarter finns listade i Catalogue of Life.